# Landry Dimata
Nany Landry Dimata (Mbuji-Mayi, 1º settembre 1997) è un calciatore belga, attaccante del Samsunspor.

## Palmarès

### Club

#### Competizioni nazionali
- Segunda División: 1

Espanyol: 2020-2021

### Individuale
- Miglior giovane del Campionato belga: 1

2016-2017